# 帰依

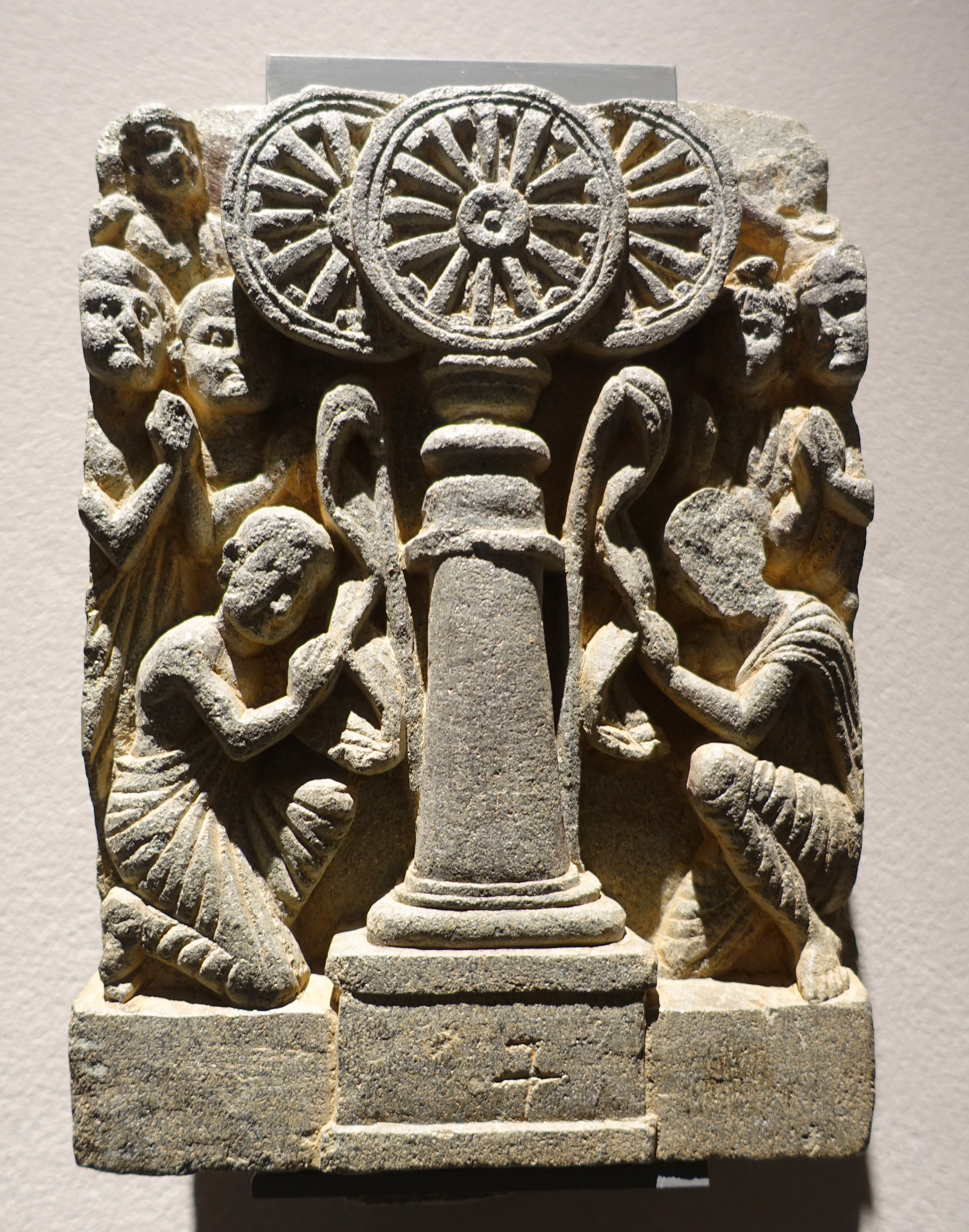
三宝のシンボル（Chorasan, Gandhara, 2世紀ごろ, ベルリン民族学博物館）

仏教用語において帰依（きえ、巴: saraṇagamana、梵: śaraṇagamana）とは、拠り所にするという意味。
一般的に仏教に帰依をする際には「三帰五戒」（さんきごかい）とされ、仏・法・僧を拠り所にすることを宣言し（三帰依）、五戒とよばれる戒律と、可能であれば更に「八斎戒」を授かることになる。宗教的には仏教以外の教えを信じることをやめ、「五戒」を守ることを誓ってはじめて正式な仏教徒となるのである。
サンスクリットの「śaraṇa शरण」パーリの「saraṇa」は、保護所・避難所という意味である。いわゆる中国語には「依帰」という言葉が『書経』に出てくるが、この場合は「頼りにする」という程度の意味である。
- 大乗仏教の一部の宗派では、帰依とは勝れたものに対して自己の身心を帰投して「依伏信奉」することをいう。

- 自帰依、法帰依（自洲自依、法洲法依）（巴: attadīpo attasaraṇo dhammadīpo dhammasaraṇo）という場合の「自帰依」（自灯明）は、四念処の実践を意味する。

仏法僧の「三宝」に帰依することを、先の様に三帰依（さんきえ、巴: ti-saraṇa、梵: tri-śaraṇa）というが、この三帰依の文章は仏道に入る儀式である『受戒会』や『得度』にも用いられ、しばしば音楽法要にも使われる。

## 信
八宗の祖と仰がれる龍樹は、「仏法の大海は信の一字をもって入る」と『大智度論』の中で述べていて、また、空海は「仏法の殊妙を聞かば、必ずよく帰依し信受すべし」と『十住心論』に述べている。

## 三帰依文
三宝は以下を指す。
- ブッダ（仏）- 悟りを経た者、釈迦
- ダルマ（法） - ブッダの教え
- サンガ（僧）- ダルマを実践する仏教集団

### パーリ三帰依文
南方仏教ではパーリ語で仏法僧の三宝への文章を、以下のように3度繰り返して帰依を表す（三帰依）。
- １度目の帰依

Buddhaṃ saraṇaṃ gacchāmi（ブッダン・サラナン・ガッチャーミ）
（私はブッダ（仏）に帰依いたします）
Dhammaṃ saraṇaṃ gacchāmi（ダンマン・サラナン・ガッチャーミ）
（私はダンマ（法）に帰依いたします）
Saṅghaṃ saraṇaṃ gacchāmi（サンガン・サラナン・ガッチャーミ）
（私はサンガ（僧）に帰依いたします）
- ２度目の帰依

Dutiyampi Buddhaṃ saraṇaṃ gacchāmi（ドゥティヤンピ・ブッダン・サラナン・ガッチャーミ）
（再び、私はブッダ（仏）に帰依いたします）
Dutiyampi Dhammaṃ saraṇaṃ gacchāmi（ドゥティヤンピ・ダンマン・サラナン・ガッチャーミ）
（再び、私はダンマ（法）に帰依いたします）
Dutiyampi Saṅghaṃ saraṇaṃ gacchāmi（ドゥティヤンピ・サンガン・サラナン・ガッチャーミ）
（再び、私はサンガ（僧）に帰依いたします）
- ３度目の帰依

Tatiyampi Buddhaṃ saraṇaṃ gacchāmi（タティヤンピ・ブッダン・サラナン・ガッチャーミ）
（三度（みたび）、私はブッダ（仏）に帰依いたします）
Tatiyampi Dhammaṃ saraṇaṃ gacchāmi（タティヤンピ・ダンマン・サラナン・ガッチャーミ）
（三度、私はダンマ（法）に帰依いたします）
Tatiyampi Saṅghaṃ saraṇaṃ gacchāmi（タティヤンピ・サンガン・サラナン・ガッチャーミ）
（三度、私はサンガ（僧）に帰依いたします）

### 大乗仏教
三宝に帰依した後は以下の文章を毎日3回唱えて仏法僧への誓いを新たにし、御仏や諸尊、加えて御先祖様の加護を祈るようにする。
- 南無帰依仏[注 2]
- 南無帰依法[注 3]
- 南無帰依僧[注 4]

また、『華厳経』浄行品第7にある、以下の経文を「三帰礼拝文」とし、日本の伝統宗派では唱えながら礼拝する場合もある。
- 自帰依佛　当願衆生　体解大道　発無上意
- 自帰依法　当願衆生　深入経蔵　智慧如海
- 自帰依僧　当願衆生　統理大衆　一切無碍

真宗大谷派では、開経偈と併せて以下のように唱える。
人身受け難し、今すでに受く。仏法聞き難し、いますでに聞く。
この身今生において度せずんば、さらにいづれの生においてかこの身を度せん。
大衆もろともに、至心に三宝に帰依し奉るべし。
自ら仏に帰依したてまつる。まさに願わくは衆生とともに、大道を体解して、無上意を発さん。
自ら法に帰依したてまつる。まさに願わくは衆生とともに、深く経蔵に入りて、智慧海のごとくならん。
自から僧に帰依したてまつる。まさに願わくは衆生とともに、大衆を統理して、一切無碍ならん。
無上甚深微妙の法は、百千万劫にも遭遇うこと難し。
我いま見聞し受持することを得たり。
願わくは如来の真実義を解したてまつらん。
(無上甚深微妙法 百千万劫難遭遇　我今見聞得受持 願解如来真実義)